# Palio de Sienne

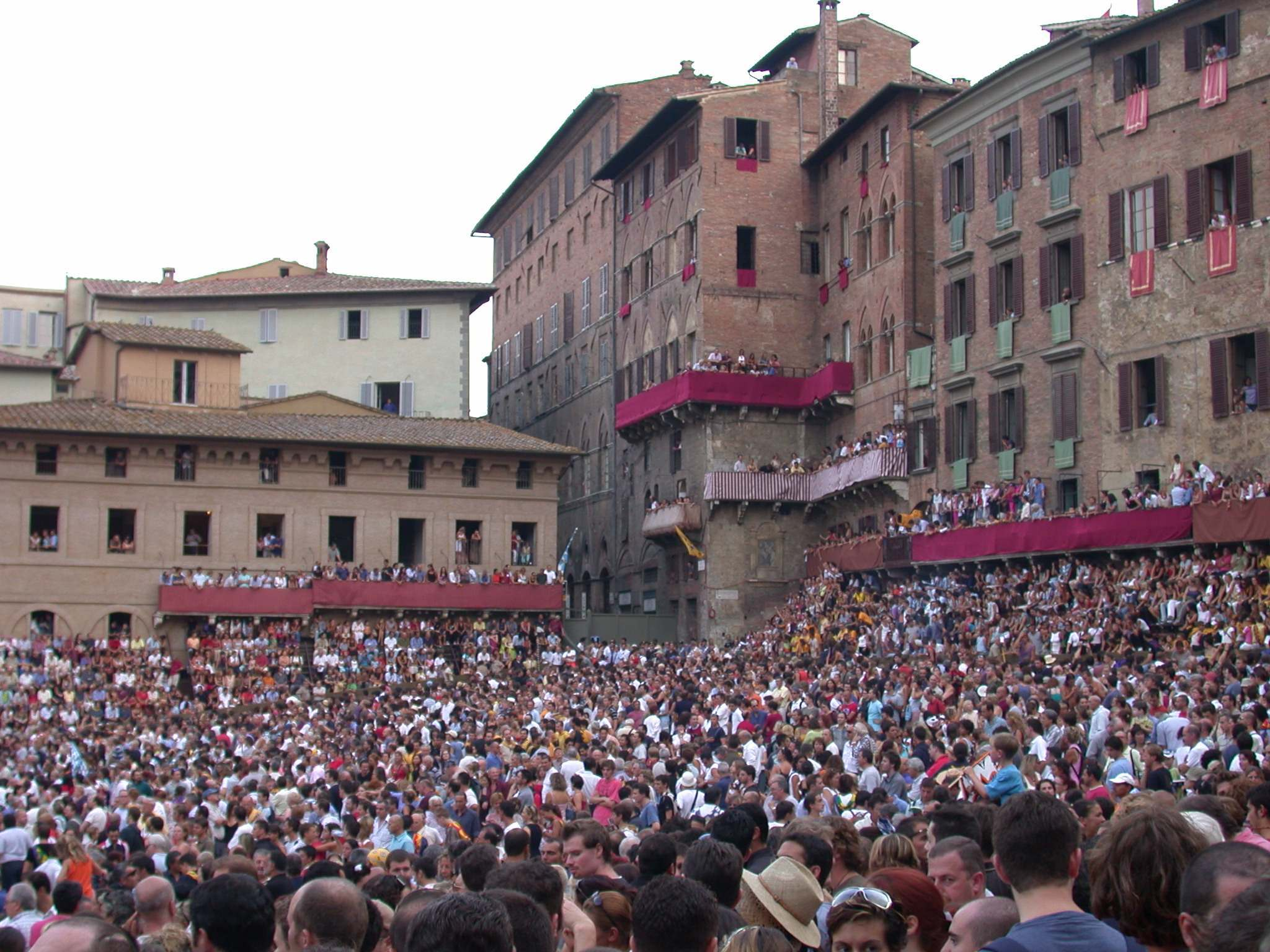
Place del Campo de Sienne le jour du Palio.

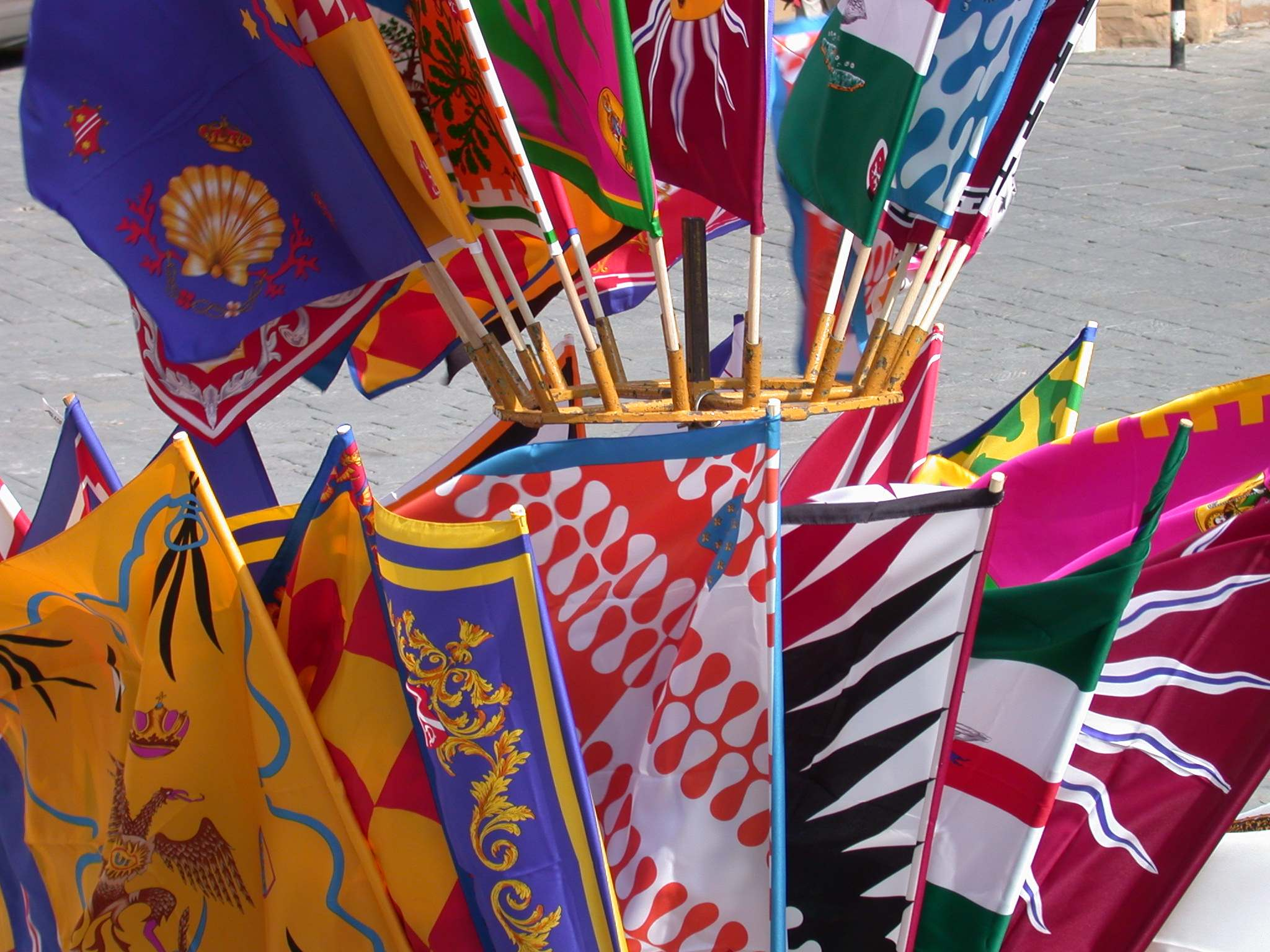
Drapeaux.

Le Palio de Sienne (en italien : Palio delle Contrade) est le plus connu des Palii (pluriel de Palio)  italiens. C'est une course de chevaux, qui se tient deux fois par an (le 2 juillet pour le « Palio di Provenzano », et le 16 août pour le « Palio dell'Assunta », le « Palio de l'Assomption ») dans la ville de Sienne, sur la Piazza del Campo, place centrale. Chaque couple cavalier/cheval représente une des dix-sept contrade de la ville. Une grande parade précède la course qui attire des spectateurs du monde entier.
Le 9 septembre 2000 a eu lieu en outre un Palio jubilaire (extraordinaire) à l'occasion du Jubilé de l'an 2000 (Sienne se trouve sur la via Francigena, route des pèlerins se rendant à Rome).
Les chevaux et les cavaliers arborent les couleurs et les armes de leurs contrade.
Le premier à effectuer trois tours du Campo, avec ou sans son cavalier remporte le Palio. La course ne dure que deux minutes.

## Histoire
Les plus vieux palii connus datent du Moyen Âge. La place centrale accueillait des jeux souvent guerriers : pugna, une espèce de match de boxe, des joutes  et, dès le XVIe siècle, des combats avec des taureaux.
Les courses en public organisées par les quartiers étaient populaires dès le XIVe siècle. Appelées palii alla lunga, elles traversaient toute la ville.
Au XVIe siècle, la coutume du palio est répandue dans presque toutes les villes italiennes. Lors de ces manifestations, des chevaux, montés sans selle, couraient dans les rues du centre de la ville.
Quand Ferdinand Ier, grand-duc de Toscane, interdit les combats avec les taureaux en 1590, les contrade organisent des courses sur la piazza del Campo : elles avaient lieu à dos de bufflonnes, elles étaient appelées bufalate ; plus tard des courses à dos d'âne et enfin des courses de chevaux furent organisées.
La première forme de palio moderne (appelé palio alla tonda pour le distinguer du plus ancien palii alla lunga) eut lieu autour de 1650. Au début une seule course était organisée le 2 juillet, ce n'est que plus tard que la seconde, fut ajoutée le  16 août.
Si l'on en croit l'érudit et critique d'art Pierre du Colombier, « le Palio n'est pas aussi ancien qu'on pourrait le croire. Dans sa forme actuelle, on ne le fait pas remonter plus haut que le XVIIe siècle bien qu'il ait des origines notablement plus lointaines, il ne s'est véritablement codifié qu'au XIXe siècle »

## La course aujourd'hui
La première course, le Palio di Provenzano, qui se tient le 2 juillet, correspond à l'ancienne date de la Visitation et à une fête locale en l'honneur de la Madonna di Provenzano, une sculpture en bois, placée dans l'église homonyme construite à l'emplacement de la demeure  du condotierre Provenzano Salvani.
La seconde course, du 16 août, se tient le lendemain de l'Assomption (Palio dell'Assunta) et est dédiée à la Vierge Marie. Après certains événements très importants, la communauté siennoise peut décider de tenir un troisième Palio entre mai et septembre.
La course démarre avec 10 chevaux, ce qui signifie que seuls 10 quartiers sur les 17 peuvent être représentés à chaque course. Les sept représentants de quartiers qui n'ont pas pris part à la dernière course de même date un an plus tôt sont automatiquement inclus et trois de plus sont aléatoirement choisis. Trois jours avant la course, des propriétaires privés offrent dans leurs écuries le choix de dix chevaux de qualités équivalentes aux représentants des quartiers. Un tirage au sort détermine l'attribution des chevaux aux contrades. Six courses d'essais sont courues : la première le soir de la sélection des chevaux, et la dernière le matin après le Palio.
Les résidents croyants de chaque contrade invoquent l'aide de leur saint patron pour leur cheval et jockey. Juste avant le départ de la course, les chevaux se rendent chacun dans l'église ou la chapelle de la contrade dont ils portent les espoirs pour être bénis par le prêtre. Depuis les soupçons de dopage de 2002, le règlement du Palio de Sienne interdit d'administrer ou de faire administrer aux chevaux toute substance dopante et prévoit des sanctions sévères en cas de vérification par des tests sanguins effectués sur les chevaux présentés par les propriétaires.
La course est précédée par une parade spectaculaire, appelée cortège historique, où défilent, parmi beaucoup d'autres, les Alfieri, porte-drapeaux, en costumes médiévaux. Avant cela, une escouade montée de carabinieri, portant des sabres, font une charge de cavalerie sur la piste.
Les spectateurs arrivent tôt le matin, et emplissent le centre de la place, à l'intérieur de la piste jusqu'à saturation. À cet emplacement, les places sont gratuites. Des places assises, vendues longtemps à l'avance, peuvent également être proposées. Il est également possible de louer des places sur les balcons des immeubles environnants.

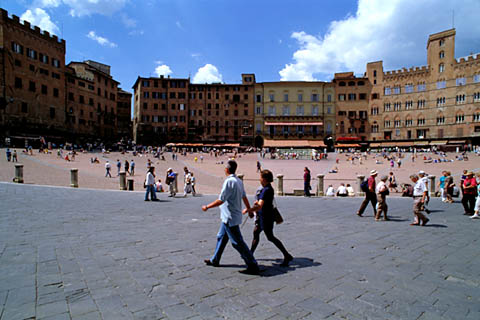
Vue de la Piazza del Campo où le Palio est couru.

La course est annoncée à 19 h 30 en juillet et à 19 h en août, avec la détonation d'une charge explosive. Les protagonistes, qui montent à cru, font trois tours de la place. Au départ, seuls neuf chevaux peuvent être alignés sur la même ligne, le dixième (appelé rincorsa) part derrière les neuf autres. Le départ est donné par le Mossiere, qui doit attendre que tous les chevaux soient en position. Quand cela est (difficilement) fait, il actionne un mécanisme qui enlève le canapo (la cordelette de départ).
Sur la piste, les cavaliers ont le droit de se servir de leur cravache pour frapper les autres chevaux et cavaliers. Le vainqueur est le premier cheval qui termine la course avec ses ornements de têtes intacts. Il n'est pas nécessaire que le cavalier termine la course (ce qui est fréquent). Le perdant de la course est le quartier qui finit deuxième et non pas dernier.
Le vainqueur reçoit un drapeau en soie peinte, appelée palio, conçue spécialement pour chaque course. Quoique l'enthousiasme après la victoire soit extrême, la remise des prix est immédiate. Des bagarres entre partisans de différents quartiers se produisent parfois et les perdants sont souvent ridiculisés par les vainqueurs.
Les spectateurs encourent également certains risques. Les principales critiques viennent des associations de défense des animaux et des vétérinaires qui protestent contre les mauvais traitements faits aux chevaux  (blessures et même parfois morts). La mise en compétition de demi-sang et même de pur-sang a multiplié les risques d'accidents graves. En août 2004, le cheval de la Contrada del Bruco est tombé et a été piétiné car la course n'a pas été arrêtée. Le cheval est mort de ses blessures, provoquant différentes plaintes de ligues de protection des animaux.

## Cortège historique

### Histoire

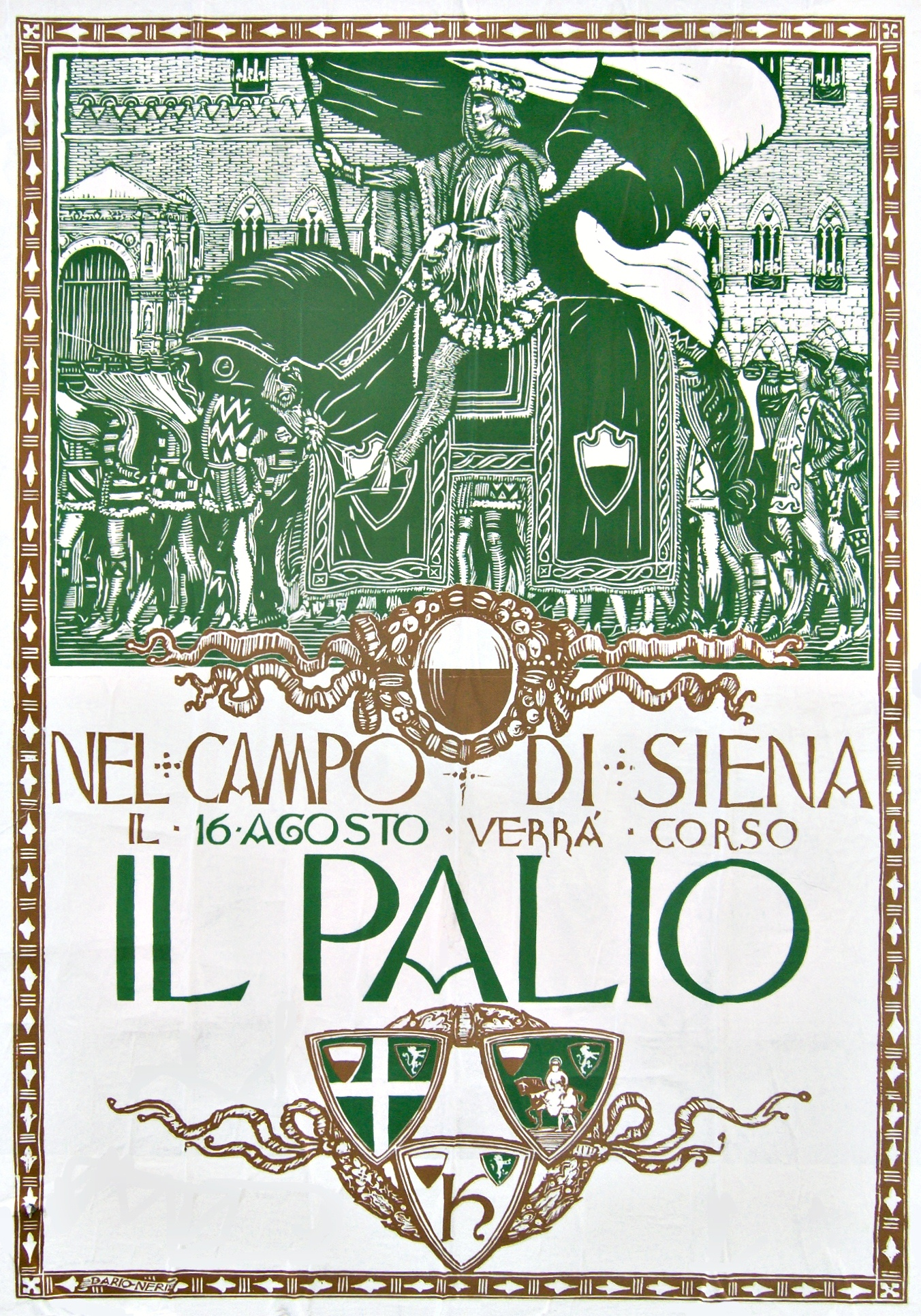
Affiche du Palio

Le Cortège historique ou Promenade historique ainsi définie à Sienne, est le défilé en costume qui précède la course du Palio (les 2 juillet et 16 août de chaque année).
Il est le résultat de siècles de tradition, pendant lesquels il a pris forme jusqu'à son actuelle configuration. Il rappelle les anciennes cérémonies qui se déroulaient à Sienne et que l'on appelait le cortège « du cierge et des cens » et se présente sous la forme d'une chorégraphie solennelle et triomphale. Il rend hommage aux institutions, aux habitudes et à la grandeur de l'ancienne république de Sienne.

### Composition du Cortège historique
Le Cortège historique qui aujourd'hui défile sur la Campo (piazza del Campo), se compose de 14 groupes appelés aussi comparse, pour un total de sept cents figurants environ.
Chaque quartier (contrade) prépare son propre cortège qui se compose d'un tambourin, de deux porte-drapeau, du capitaine et de deux hommes d'armes.
Puis, c'est d'abord celui qu'on nomme le page qui porte l'emblème de sa Contrada, puis arrive ensuite le protagoniste absolu du Palio, le cheval de course que l'on appelle le barbero précédé par le soprallamo, un cheval de parade conduit par un palefrenier et monté par le jockey choisi pour la course.
Les figurants se dirigent d'abord vers la cathédrale, puis vers le Campo, où le public s'est rassemblé.
Ensuite, suit la parade des porte-drapeau et leurs étendards. Ils présentent le spectacle de lancer de drapeaux.
L'habileté qu'ils montrent est le produit d'entraînements quotidiens et d'une tradition qui plonge ses racines dans l'antique gloire militaire de la république de Sienne.
Pour finir, le cortège historique se conclut par le Carrocio (réplique d'un char de guerre du Moyen Âge que les communes déplaçaient, avec le drapeau et l'autel, pour se réunir en  prières avant le combat).
Le char du XVI, où siègent les représentants du Conseil des Neuf, porte le Pallium, le Palio, tenture en soie peinte réalisée par de célèbres artistes siennois ou par des représentants contemporains, comme Guttuso, Cagli ou Mino Maccari.
Sur le char, six petites trompettes de la commune jouent la marche du Palio.
Le char est escorté ensuite par les chevaliers des Contrade qui ne participent pas à la course et de celles qui n'existent plus.

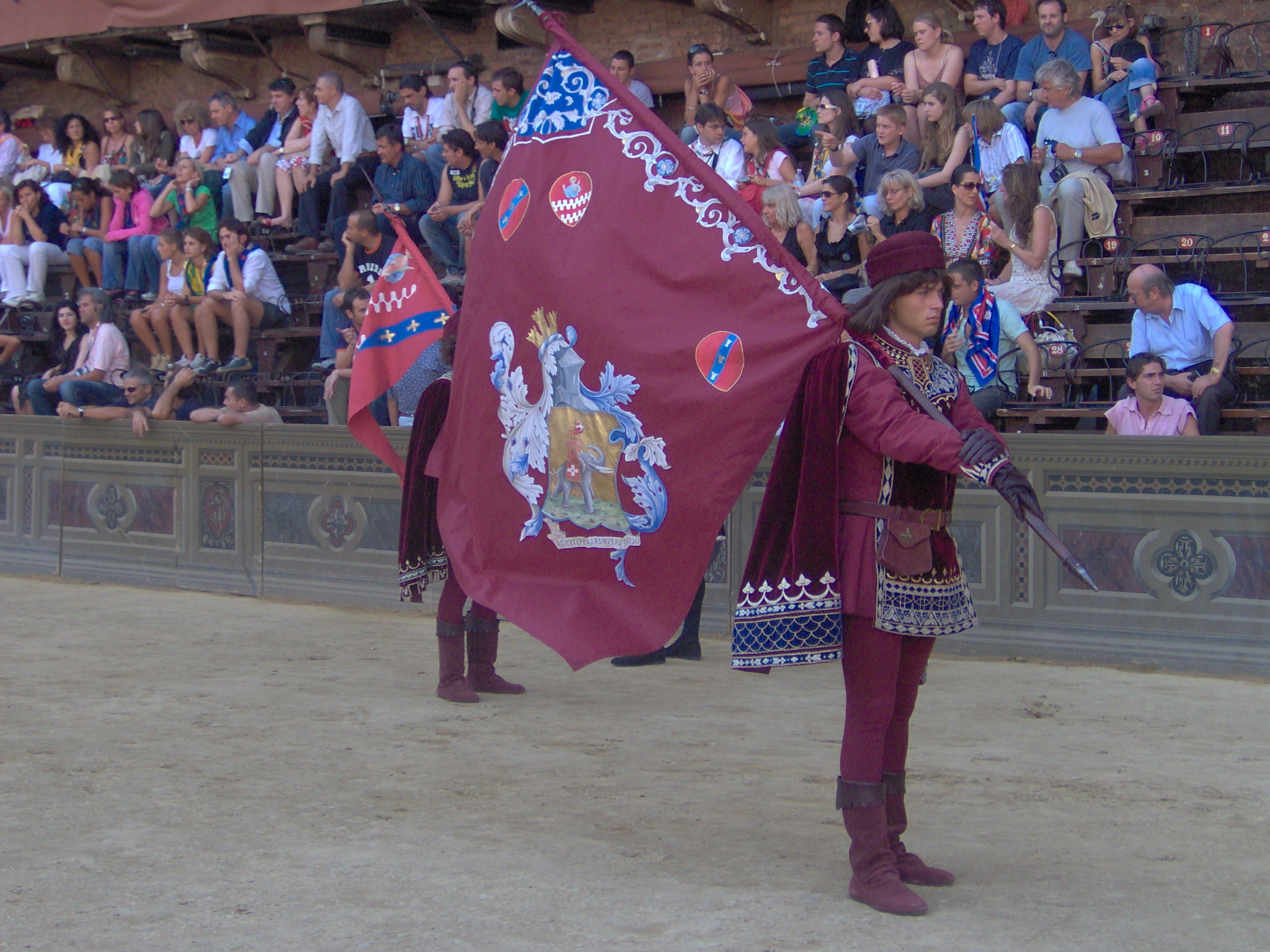
Porte-drapeau (Contrada de la Tour).
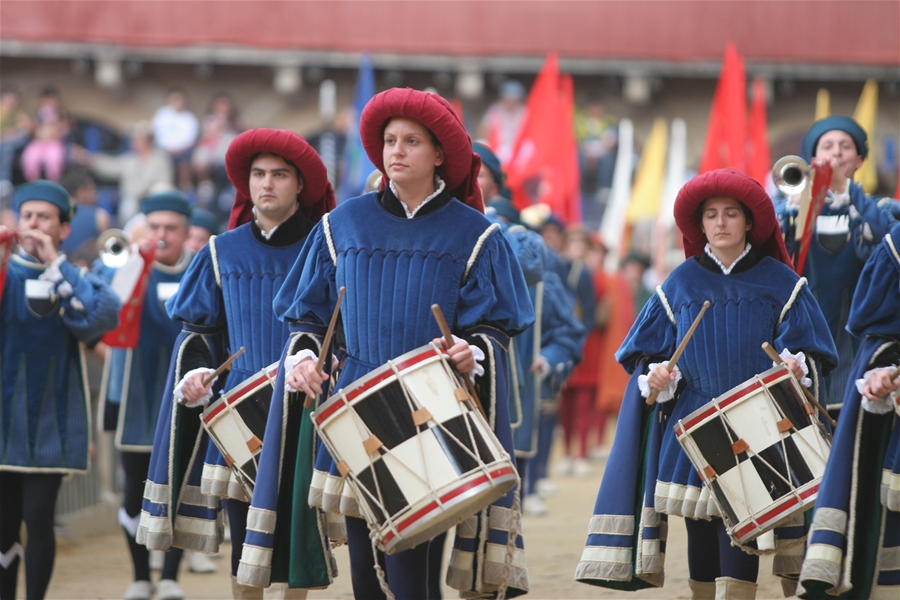
Les tambours du cortège historique.
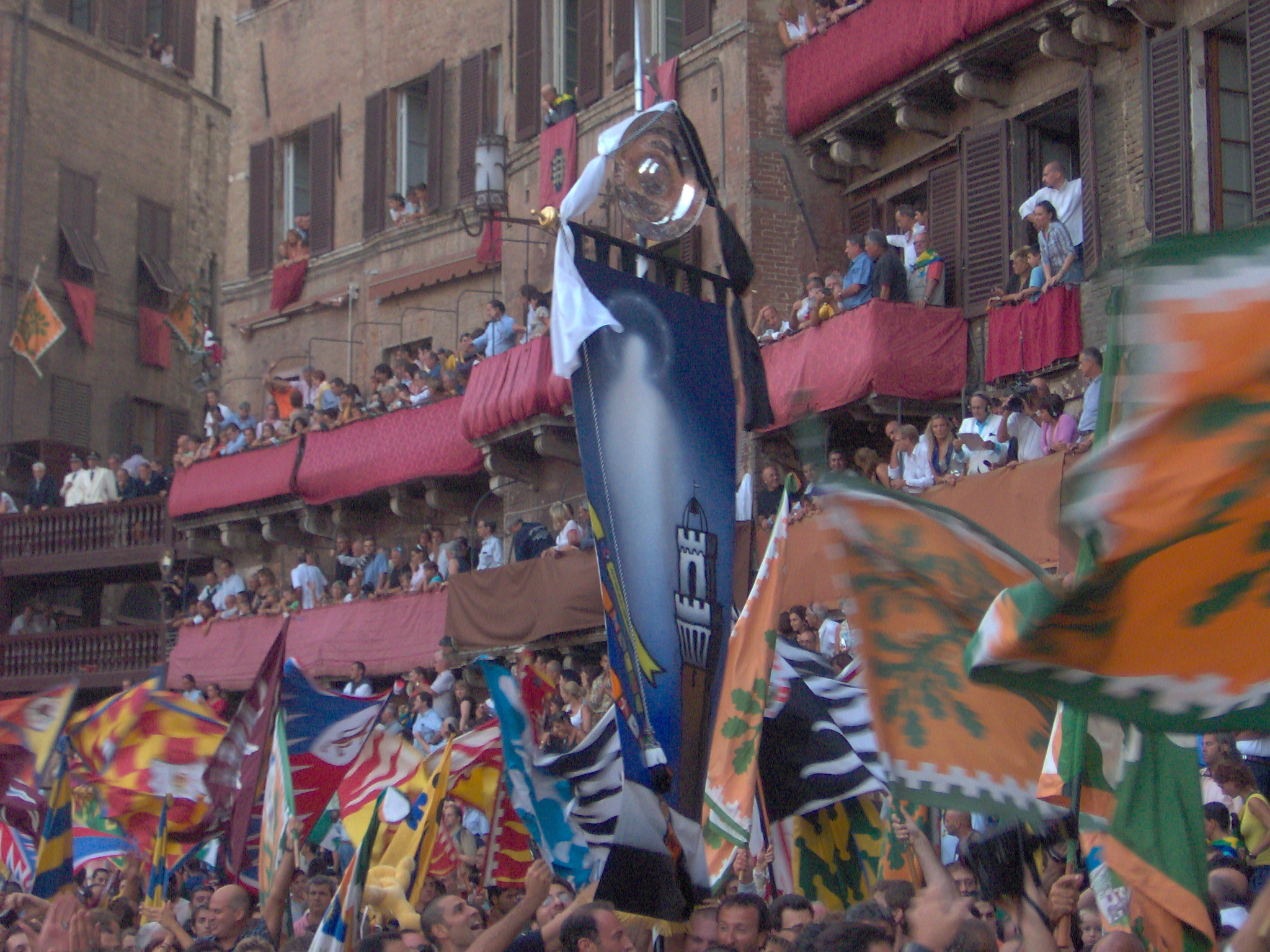
Le Palio.
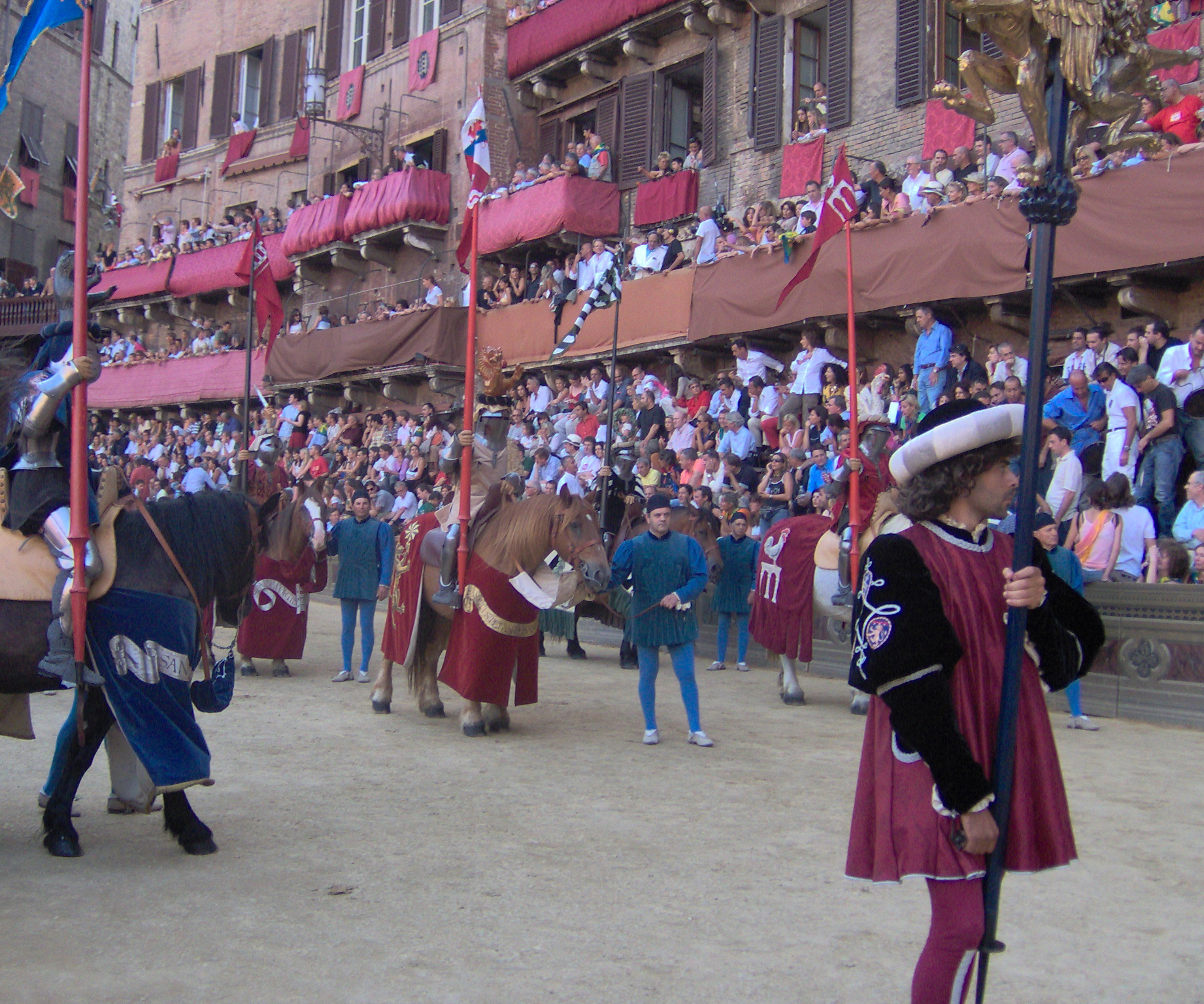
Les différentes Contrade.
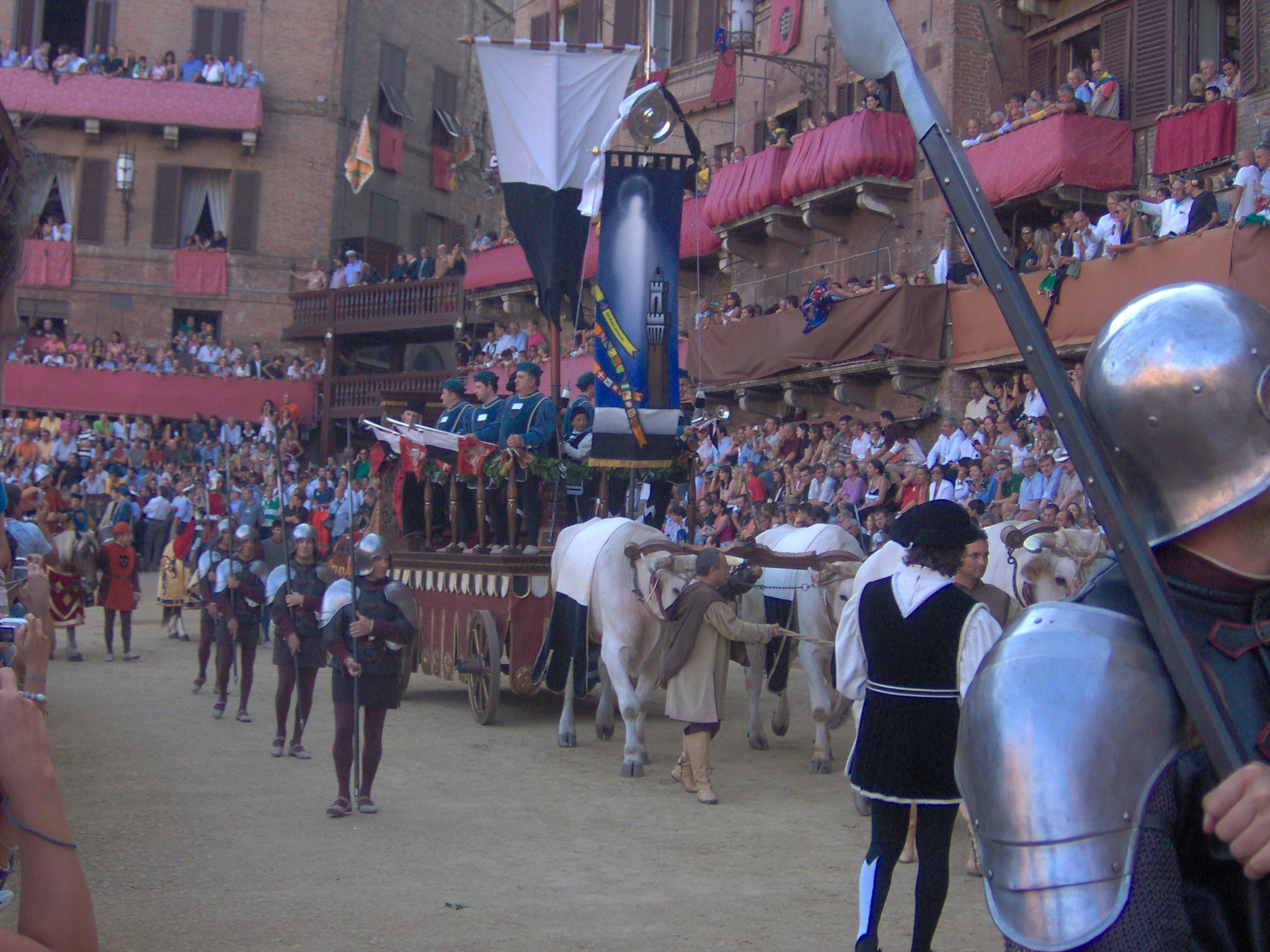
Le Carrocio.

## Artistes contemporains ayant réalisé les bannières des contrades
- Contrada dell’Aquila : Gianni Dova et Bruno Cassinari ;
- Contrada della Chiocciola : Aligi Sassu et Arturo Carmassi ;
- Contrada del Drago : Gérard Fromanger et Ruggero Savinio ;
- Contrada della Giraffa : Renato Guttuso et Renzo Vespignani, Leonardo Cremonini ;
- Contrada dell’Oca : Jean-Michel Folon ;
- Contrada dell’Onda : Corrado Cagli ;
- Contrada della Pantera : Alberto Sughi, Ennio Calabria et Leo Lionni ;
- Contrada della Selva : Mino Maccari, Ugo Attardi et Bruno Saetti ;
- Contrada di Valdimontone : Salvatore Fiume.

## Artistes contemporains ayant réalisé leDrappellonnedu Palio
- Giovanni Gasparro pour celui du 2 juillet 2024.
- Charles Szymkowicz pour celui du 16 août 2018[3]
- Francesco Clemente pour celui de 2012.
- Fernando Botero  pour celui du 16 août 2002[4].

## Sources
- (it) Duccio Balestracci, Il Palio di Siena, Editori Laterza, 2019 (ISBN 9788858139011)
- Brown, Margaret Mcdonough and Titus Buckhardt (1960). Siena, the City of the Virgin. Oxford: Oxford University Press.
- Drechsler, Wolfgang (2006). The Contrade, the Palio and the Ben Comune: Lessons from Siena, Trames 10(2), 99-125.
- Dundes, Alan and Alessandro Falassi (2005). La Terra in Piazza. An Interpretation of the Palio of Siena. 2nd of the new edn. (Orig. 1972).
- Falassi, Alessandro (1985). Palio Pageant: Siena's Everlasting Republic, The Drama Review 29(3), 82-92.
- Handelman, Don (1998), Models and Mirrors: Towards an Anthropology of Public Events, Cambridge: Cambridge University Press.
- Silverman, Sydel (1979). On the Use of History in Anthropology: The Palio of Siena, American Ethnologist 6(3), 413-436.
- Pascal, C. Bennett (1981). October Horse, Harvard Studies in Classical Philology 85, 261-291.
- Spicer, Dorothy Gladys (1958). Festivals of Western Europe. Wilson.
- (en) « Siena », dans Encyclopædia Britannica [détail de l’édition], 1911 (lire sur Wikisource).